# Tymofij Hawryliw

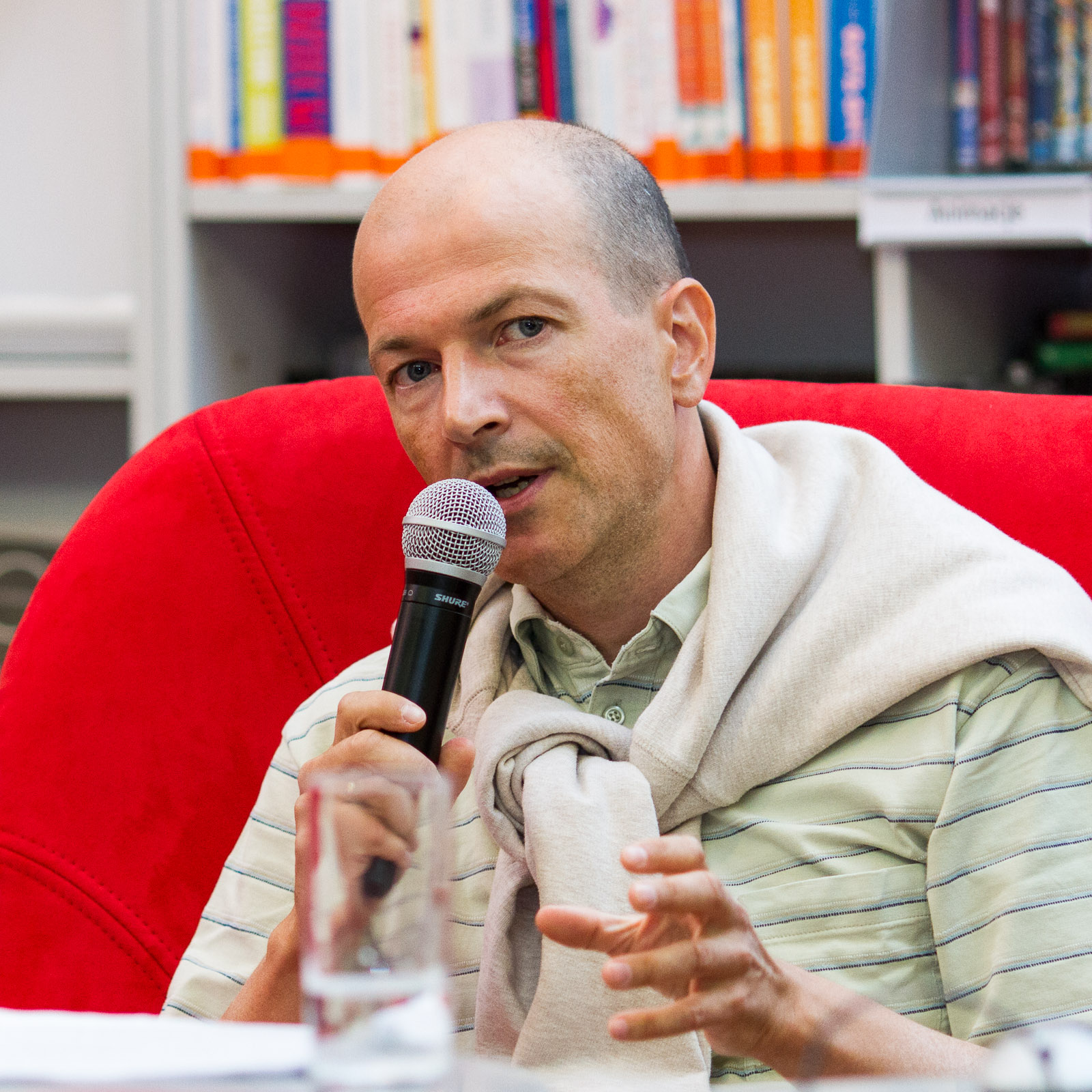
Tymofij Hawryliw 2015

Tymofij Iwanowytsch Hawryliw (ukrainisch Тимофій Іванович Гаврилів, auch Tymofiy Havryliv; * 1971 in Iwano-Frankiwsk, Ukrainische SSR) ist ein ukrainischer Schriftsteller, Literaturtheoretiker und Literaturhistoriker.

## Werke
Hawryliw debütierte 1986 als Lyriker und schreibt Gedichte, Essays, Erzählungen und Romane. Er veröffentlichte in deutschsprachigen Zeitschriften und Anthologien in Deutschland und Österreich; einzelne Werke erschienen auch in Polnisch und Tschechisch.
Sein Roman Wo ist dein Haus, Odysseus? (deutsch beim Ammann Verlag, 2009) schildert die Situation eines Menschen in der sich globalisierenden Welt, handelt vom Verlieren der Illusionen einer ganzen Generation, die im Sog der gesellschaftlichen, wirtschaftlichen und politischen Umwälzungen um das Überleben kämpft und nach Werten sucht. Wo ist dein Haus, Odysseus? ist der erste Teil einer Romantrilogie, zu der auch die Romane Magische Welt (Originalausgabe in drei Bänden: Magische Welt. Damals, September 2010; Magische Welt. Jetzt, Dezember 2010; Magische Welt. Zwischen Damals und Jetzt, April 2011) und Komm und nimm gehören. 2016 erschien auf Ukrainisch eine überarbeitete Neuausgabe.
In Juniregen (2018) reicht die Handlung von der Zeit nach dem Zweiten Weltkrieg bis in die Ereignisse der jüngsten ukrainischen Geschichte hinein – den Majdan und den Krieg. Die privaten Storys von Vertreterinnen und Vertretern unterschiedlicher Generationen, die untereinander stark verflochten sind, gehen mit der Geschichte des Landes einher. Die Geographie des Romans erstreckt sich von Archangelsk in Nordrussland bis Paris, von Dresden nach Norditalien, doch Hauptarena ist die Ukraine, Heimat der meisten Romanfiguren und des Verfassers.
Azeton (2022), sein neuester Roman, setzt sich mit Freiheit, Liebe, Selbstverwirklichung sowie mit der Geschichte seines Landes auseinander. Nach dem Fall des Eisernen Vorhangs zieht Nestor Bozhenko, der Protagonist und Ich-Erzähler des Romans ist, in den Westen, wo er zum Starchirurg wird und sein neues Leben in vollen Zügen auskostet, bis er seiner Jugendliebe wieder begegnet. Azeton ist als eine kritische Antwort auf die Forderung nach einer Familiensaga in der heutigen ukrainischen Literatur entstanden.
Für seine Werke wurde er mit Literaturpreisen ausgezeichnet.

## Übersetzungen
Hawryliw übersetzte Werke von Ferdinand Raimund, Johann Nepomuk Nestroy, Georg Trakl, Georg Heym, Joseph Roth, Thomas Bernhard, Elfriede Jelinek, Paul Celan, Hermann Broch, Rose Ausländer, Christine Lavant, Hans-Georg Gadamer u. a. ins Ukrainische, die von der Literaturkritik neben seinen originellen literarischen Texten geschätzt werden.